# Bataille d'Engen
Deuxième Coalition
Batailles
Guerre de la Deuxième Coalition
- St George's Caye (navale) (09-1798)
- Nicopolis (10-1798)
- Corfou (11-1798)
- Copenhague (navale) (04-1801)
- Algésiras (navale) (06-1801)

Campagne de Hollande
- Callantsoog (08-1799)
- Vlieter (08-1799)
- Zyp (09-1799)
- Bergen (09-1799)
- Alkmaar (10-1799)
- Castricum (10-1799)

Campagne de Suisse
- Ostrach (03-1799)
- Feldkirch (03-1799)
- 1re Stockach (03-1799)
- Frauenfeld (05-1799)
- Winterthour (05-1799)
- 1re Zurich (06-1799)
- Schwytz (08-1799) (en)
- Amsteg (08-1799)
- Saint-Gothard (09-1799)
- 2e Zurich (09-1799)
- Linth (09-1799)
- Muten (10-1799) (ru)
- Engen (05-1800)
- 2e Stockach (05-1800)
- Moesskirch (05-1800)
- Biberach (05-1800)
- Erbach (05-1800)
- Höchstädt (06-1800)
- Ampfing (12-1800)
- Hohenlinden (12-1800)

Campagne d'Égypte
- Malte 1 (06-1798)
- Malte 2 (06-1798)
- Alexandrie (07-1798)
- Chebreiss (07-1798)
- Pyramides (07-1798)
- 1re Aboukir (08-1798)
- Salheyeh (08-1798)
- Malte 3 (09-1798)
- Sédiman (10-1798)
- Caire (10-1798)
- Samanouth (01-1799)
- El Arish (02-1799)
- Syène (02-1799)
- Jaffa (03-1799)
- Saint-Jean-d'Acre (03-1799)
- Mont-Thabor (04-1799)
- 2e Aboukir (07-1799)
- Damiette (11-1799)
- Héliopolis (03-1800)
- 3e Aboukir (03-1801)
- Mandora (03-1801)
- Canope (03-1801)
- Fort Jullien (04-1801)
- Le Caire (06-1801)
- Alexandrie (08-1801)

2e Campagne d'Italie
- Vérone (03-1799)
- Magnano (04-1799)
- Cassano (04-1799)
- Mantoue (04-1799)
- Bassignana (05-1799)
- 1re Marengo (05-1799) (en)
- Modène (06-1799) (en)
- Trebbia (06-1799)
- 2e Marengo (06-1799) (en)
- Novi 1 (08-1799)
- Rome (09-1799)
- Mannheim (09-1799) (en)
- Novi 2 (10-1799) (en)
- Genola (11-1799)
- Gênes (04-1800)
- Sassello (04-1800) (en)
- Fort Bard (05-1800)
- Verceil (05-1800)
- Turbigo (05-1800)
- Montebello (06-1800)
- 3e Marengo (06-1800)
- Pozzolo (12-1800)

La bataille d'Engen, également écrit Enghen, eut lieu à Engen (Allemagne), le 3 mai 1800 (12 floréal de l'an VIII), entre le gros de l'armée française commandé par le général Jean-Victor Moreau et le corps principal autrichien sous les ordres du général Pál Kray. À l'issue de cette bataille très disputée, les Français restent maître du terrain.

## Contexte
Du 27 avril au 2 mai 1800, l'armée française commandée par Moreau, forte d'environ 100 000 hommes traverse le Rhin pour se mettre en bataille entre le Danube et le lac de Constance. En face d'elle se trouve l'armée autrichienne commandée par Paul Kray qui attend les Français à Engen.

## Ordre de bataille
République française
- 4e demi-brigade de deuxième formation
- 14e demi-brigade de deuxième formation
- 15e demi-brigade de deuxième formation
- 23e demi-brigade de deuxième formation
- 46e demi-brigade de deuxième formation
- 50e demi-brigade de deuxième formation
- 108e demi-brigade de deuxième formation

 Archiduché d'Autriche

## La bataille
La lutte pour la prise du plateau est acharnée. Tout au long de la journée, Gouvion-Saint-Cyr prend et reperd cinq fois le plateau. L'anéantissement du corps de Joseph Marie de Vaudémont par le général Lecourbe à Stockach empêche Kray d'obtenir les renforts nécessaires. À dix heures du soir, le général autrichien décide de battre en retraite, en pleine obscurité et la mort dans l'âme.
la 4e demi-brigade enveloppée par la cavalerie ennemie s'ouvre un passage à la baïonnette et rejoint les lignes. 

## Conclusions et conséquences
L'armée autrichienne eut au cours de cet engagement 4 000 morts et 8 000 prisonniers, auquel se rajoute la perte de la quasi-totalité de son artillerie et l'écrasement de son aile gauche à Stockach. La première ligne de défense autrichienne est occupée par l'armée française. Le Général Kray ordonne donc la retraite mais Moreau ne se lance pas immédiatement à sa poursuite, choisissant d'attendre que Gouvion-Saint-Cyr et Sainte-Suzanne aient rallié tous leurs régiments. Cependant, Kray répugnant à abandonner trop de terrain, les combats reprennent dès les jours suivants.

## Sources
- Frédéric Hulot, Le général Moreau : adversaire et victime de Napoléon, Paris, Pygmalion, 2001, 235 p. (ISBN 978-2-85704-722-3).